# تاريخ الحراش
تاريخ الحراش ثري وغني بالأحداث منذ العصر الحجري القديم إلى غاية الدولة الوطنية المستقلة بعد سنة 1962م ضمن تاريخ الجزائر العام وتاريخ ولاية الجزائر.

## معركة الحراش (1831)

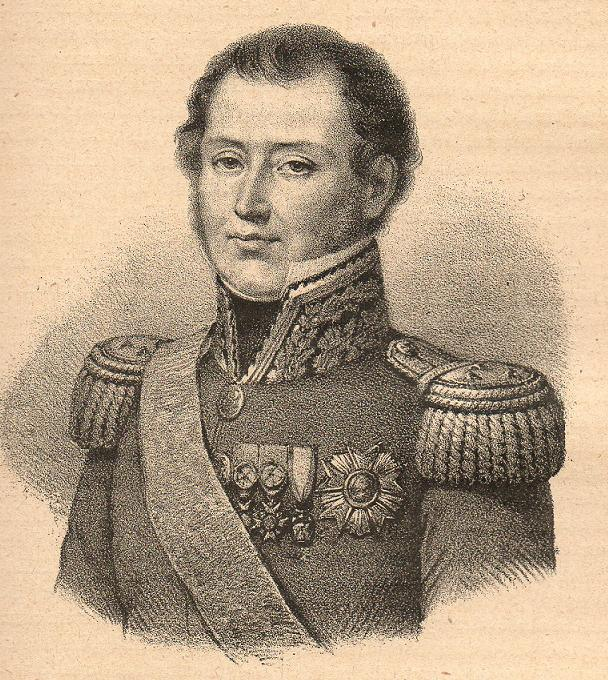
بيار بيرتيزين

كان «علي ولد سي سعدي» سَبَّاقا إلى تنظيم المقاومة الشعبية الجزائرية ضد فرنسا في سهل متيجة وحول منطقة الحراش ابتداء من سنة 1831م · .
فقام «علي ولد سي سعدي» بتنظيم المقاومة في فصل ربيع سنة 1831م حيت تمردت قبائل سهل متيجة لتهاجم الثكنة العسكرية الفرنسية في الحراش بالإضافة إلى استهداف «المزرعة النموذجية» في منطقة بابا علي لوقوعهما على ضفة وادي الحراش.
ثم قام «زعيم قبيلة فليسة أومليل» في منطقة القبائل، المدعو «الحاج محمد بن زعموم»، بالاجتماع بالزعيم العاصمي «علي ولد سي سعدي» غير بعيد عن مدينة الجزائر في المكان المسمى «سيدي رزين» غير بعيد عن «مقبرة سيدي رزين» في المخرج الجنوبي لمدينة الحراش باتجاه براقي على الضفة الشرقية من وادي الحراش، وكان هذا الاجتماع يهدف إلى تنسيق عملية مقاومة جديدة ضد الجيش الفرنسي.
وكان «محمد بن زعموم» على رأس 4 000 جندي قد خيموا قرب وادي الحراش منذ أيام قليلة في انتظار التحاق أفواج عسكرية مقاومة من قبائل شرق متيجة، كما أن المقاومين في منطقة البليدة كانوا يتكفلون بتوفير الذخيرة والمؤونة للجنود.
وكانت مجموعات تنطلق كل يوم من هذا المخيم الحراشي لنهب الممتلكات الاستيطانية الفرنسية المحيطة بوادي الحراش، ليتم تنظيم هجوم كبير بعد ذلك على «المزرعة النموذجية» في منطقة بابا علي بتاريخ 17 جويلية 1831م.
وكرد فعل فرنسي على هذا الهجوم الجزائري، قام «الجنرال بيرتيزين» الذي كان الحاكم والقائد العام للقوات المسلحة الفرنسية في الجزائر آنذاك بالتحرك الحثيث انطلاقا من مدينة الجزائر على رأس فيلق مكون من 3.000 جندي فرنسي واستطاع تفريق «مخيم سيدي رزين» بتاريخ 18 جويلية 1831م.
فتم إخماد الثورة في مهدها، لكن «محمد بن زعموم» مع جنوده من «قبيلة فليسة أومليل» استطاعوا الانسحاب نحو قراهم في منطقة القبائل آخذين معهم الحاج «علي ولد سي سعدي» الذي واصل منذ ذلك التاريخ من المنطقة مهمة تحريض السكان الجزائريين على مقاومة الاحتلال الفرنسي، ولكن بعيدا عن مدينة الجزائر.
وقد تنبهت سلطة الاحتلال الفرنسي بعد أحداث جويلية 1831م إلى أهمية منطقة الحراش المطلة على سهل متيجة، فتم تحصين هذا المدخل الشرقي للعاصمة من طرف القيادة العسكرية الفرنسية عبر تواجد كثيف وقوي للجنود والثكنات بشكل دائم في هذا الموقع لضمان الأمن على مشارف مدينة الجزائر
إلا أن الاعتبارات الصحية المتعلقة بتواجد مستنقعات كثيرة قرب وادي الحراش كانت عائقا كبيرا أمام تمركز الجيش الفرنسي هناك، مما عجل من حتمية اتخاذ قرار «تجفيف المستنقعات» المتواجدة مباشرة قرب «برج الحراش» للسماح بمكوث أطول لجنود الثكنة دون تعرضهم للإصابة بالأمراض المعدية.
فتم تكليف «جنود الثكنة الحراشية» بعملية «تجفيف المستنقعات» بمساعدة 500 جزائري تم انتدابهم من السكان المحيطين بوادي الحراش بالإضافة إلى 300 سجين مدني.
واستغرقت أشغال «تجفيف المستنقعات» أكثر من سبعة شهور من العمل الدؤوب من أجل الوصول إلى نتيجة مقبولة تحمي الفرنسيين من الأمراض المعدية والرطوبة الزائدة.

## مجزرة العوفية (1832)

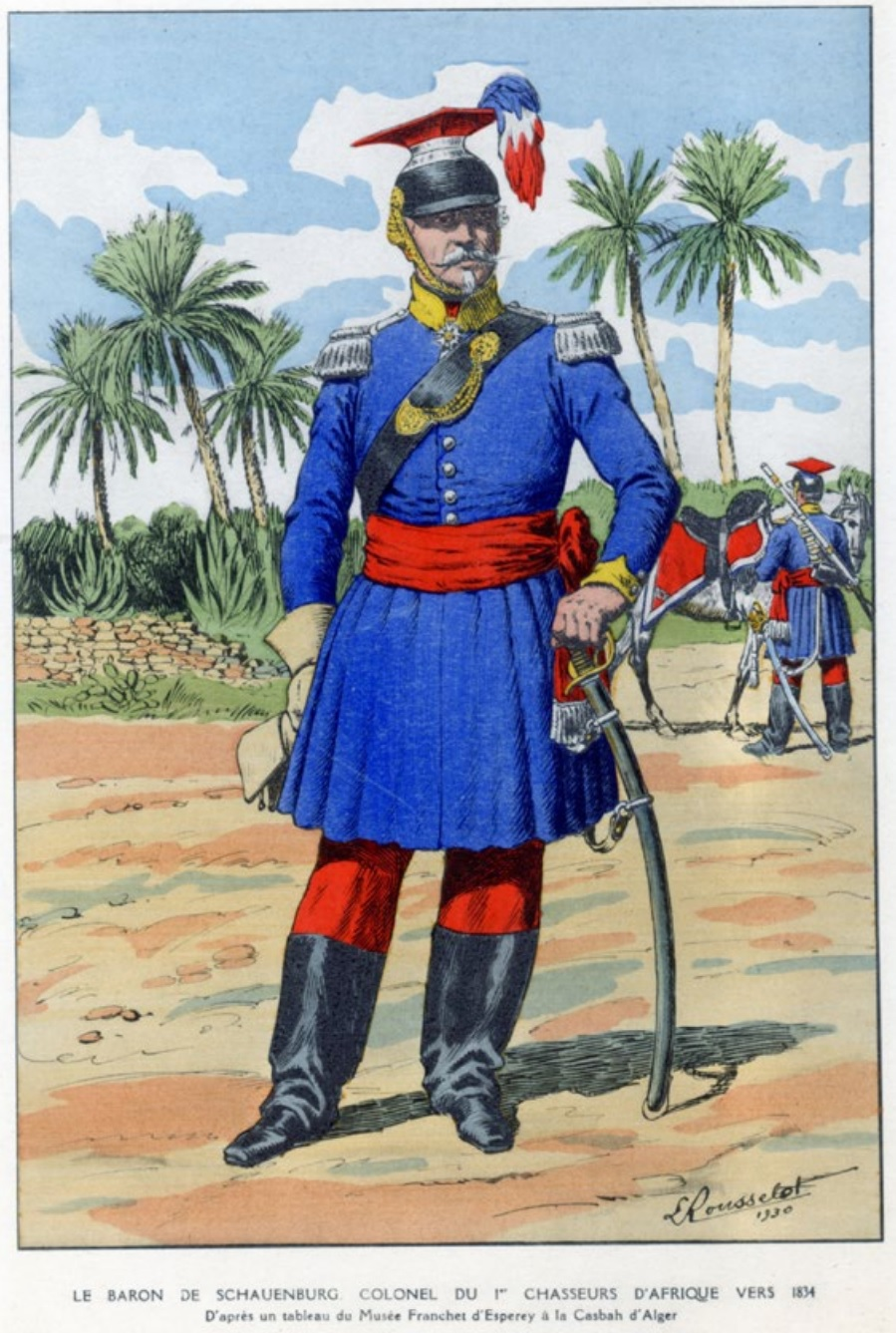
ماكسيميليان جوزيف شوينبيرغ

قام العقيد ماكسيميليان جوزيف شوينبيرغ، بعد أقل من شهر بعد استقدامه إلى الجزائر، بالتصدي في يوم 6 أفريل 1832م لـقبيلة العوفية في الجنوب الشرقي من مدينة الجزائر قرب الحراش (بالفرنسية: Maison-carrée)‏، وذلك تحت سلطة القائد العام للجزائر آنذاك وهو الجنرال صافاري (دوق روفيغو).
وكانت «مجزرة قبيلة العوفية» قد أقدم على تنفيذها فوج الفرسان، مدعوما بسريتين من الفيلق الأجنبي الفرنسي، تحت إشراف وقيادة العقيد ماكسيميليان جوزيف شوينبيرغ الذي قام بإخضاع قبيلتي «العوفية» و«الخرازة» قرب مدينة الجزائر وكذلك وادي الحراش · .
فقد كانت «قبيلة العوفية» تقطن في الجنوب الشرقي من مدينة الجزائر، في الإقليم الذي صار بعد ذلك بلدية من الضاحية هي بلدية الحراش (Maison Carrée خلال مرحلة الاحتلال)، وكانت مكلفة خلال مرحلة إيالة الجزائر بحراسة البرج المحصن الذي أقامه الأتراك بجوار هذه أراضي هذه القبيلة.
ذلك أن إبادة «قبيلة العوفية» تمت خلال ليلة 6 أفريل 1832م إلى 7 أفريل 1832م، حيث تم القضاء على حوالي مائة جزائري من هذه القبيلة من طرف جنود فوج الفرسان والفيلق الأجنبي، ولم ينج من هذه الإبادة إلا أربعة رجال.
فقد تمت مفاجأة هذه القبيلة قبيل فجر 7 أفريل 1832م من أجل معاقبتها بهمجية، حيث تم اعتقال شيخها واقتياده إلى مدينة الجزائر لتتم محاكمته وإدانته ثم يُطَبَّقَ عليه حكم الإعدام، ولقد هلك الكثير من الأهالي الجزائريين الأصليين خلال هذه الحادثة.
للتذكير، فإن دوق روفيغو أعطى الأمر لقواته في ليلة 5 أفريل 1832م بسحق «قبيلة العوفية» وإبادة أفرادها بالحراش، حيث هاجمتهم قوات العقيد ماكسيميليان جوزيف شوينبيرغ لكونها اشتبهت فيهم بأنهم قاموا بسلب مبعوثي «العميل فرحات بن سعيد» أحد المتذبذبين بين الولاء للأمير عبد القادر الجزائري وفرنسا بمنطقة الزيبان.
وقد تبين بعد التحقيق بأنه ليس لأفراد القبيلة أي مسؤولية في ذلك، إلا أن «شيخ القبيلة» تمت محاكمته محاكمة صورية وأُعْدِمَ رغم أن التهمة لم تثبت عليه ولا على القبيلة، وتم قطع رأسه وحمله هدية إلى دوق روفيغو الذي تبرع برأس «الشيخ ربيع بن سيدي غانم» ورأس أحد أفراد قبيلته إلى طبيب يدعى «بونافون» ليجري على الرأسين التجارب العلمية.
وكانت «قبيلة العوفية» الهادئة تعيش ليلتها في حالة من الغفلة حتى فوجئت بهجوم قوات العقيد ماكسيميليان جوزيف شوينبيرغ فكانت عملية إبادة لجميع سكانها لأنهم كانوا حلفاء المجاهدين في متيجة منطقة القبائل، وقتلوا شيخ القبيلة أمام الملأ وباعوا أشياءهم للسفير الدنماركي.
وانتهت إبادة وتدمير «قبيلة العوفية» كلية خلال يوم 10 أفريل 1832م · .

## معركة الحراش (1832)

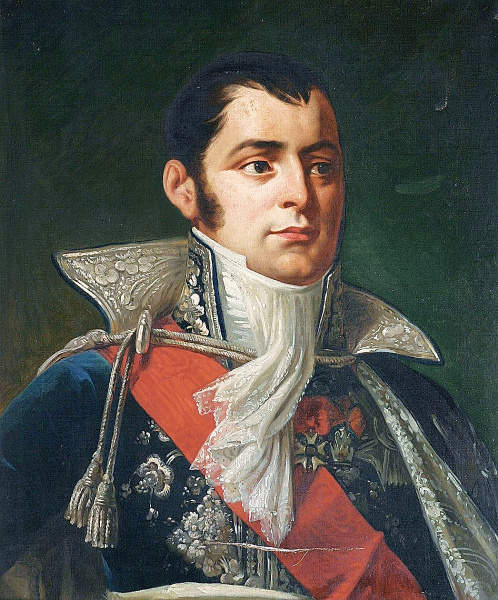
صافاري دي روفيغو

كان وقع مجزرة العوفية التي جرت ما بين 6 و10 أفريل 1832م كبيرا على المقاومين الجزائريين في سهل متيجة ومنطقة القبائل.
فما كان من الحاج علي ولد سي سعدي المتواجد عند محمد بن زعموم في «قبيلة فليسة أومليل» منذ معركة الحراش في سنة 1831م، إلا أن اغتنم الشعور بالحزن بسبب هذه الإبادة من أجل تحريض قبائل متيجة والزواوة بهدف الانتقام من الفرنسيين.
فبعد أسابيع قليلة من مجزرة العوفية في شهر أفريل 1832م، عَلِمَتْ قيادات قبيلتي «يسر» و«عمراوة» بأن مفرزة من الجنود الفرنسيين تقوم كل يوم بالذهاب لحصاد التبن في مراعي منطقة «رأس (الوطء) الموطئ» (بالفرنسية: Ras El Outa)‏ المختصرة بكلمة «راصوطة» (بالفرنسية: Rassauta)‏ قرب برج الكيفان.
فتم حشد مائة فارس وتحضير كمين للمفرزة الفرنسية بتاريخ 23 ماي 1832م على بُعد بعض المئات من الأمتار قرب «برج الحراش» الذي كانت «قبيلة العوفية» تتحكم فيه.
وتمت إثر نصب هذا الكمين المُحكَم مهاجمة ومفاجأة 27 جنديا من الفيلق الأجنبي الفرنسي و25 فارسا من صيادي أفريقيا من طرف الفرسان لتتم إبادة 26 جنديا منهم بعد الاشتباك معهم، ونجاة جندي واحد تم أسره · .
وكانت هذه المفرزة تحت قيادة «النقيب سالومون دي موسي» (بالفرنسية: Commandant Salomon de Mussy)‏ بالنسبة لفرسان صيادي أفريقيا و«الملازم شام» (بالفرنسية: Lieutenant Cham)‏ دي الأصول السويسرية بالنسبة لجنود الفيلق الأجنبي الفرنسي الذي تم إنشاؤه بتاريخ 9 مارس 1831م من طرف الملك لويس فيليب الأول وكاتب الدولة للحرب الماريشال جان دو ديو سول · .
وكانت هذه الخسارة في الأرواح قد أغضبت الجنرال «صافاري دي روفيغو» بما جعله يستغرق كل شهر جوان 1832م في البحث عن السبل والوسائل للذهاب إلى أبعد من ساحل «رأس ماتيفو» (بالفرنسية: Cap Matifou)‏ قرب عين طاية قصد الهجوم الانتقامي من المقاومين الجزائريين · .
إلا أن جهود الجنرال «صافاري دي روفيغو» ذهبت سدى ولم يستطع تنظيم الهجوم المرتقب على المقاومين، في حين أن بلوغ منتصف شهر جوان عَجَّلَ في إخلاء موقع «برج الحراش» كالمعتاد من طرف الفرنسيين بسبب رطوبة المستنقعات وانتشار الأمراض المعدية خلال فصل الصيف ذي الحرارة المرتفعة · .

### مواضيع ذات صلة
- تاريخ الجزائر
- إيالة الجزائر
- دار السلطان
- بايلك التيطري
- بايلك الغرب
- بايلك الشرق
- قائمة حكام الجزائر
- الداي حسين
- علي ولد سي سعدي
- محمد بن زعموم
- مقاومة متيجة
- الأفواج العسكرية المساهمة في احتلال الجزائر من طرف فرنسا
- قائمة الحائزين على وسام جوقة الشرف في فرنسا
- أصول الفيلق الأجنبي الفرنسي